# Otheostethus melanurus
Otheostethus melanurus är en skalbaggsart som beskrevs av Henry Walter Bates 1872. Otheostethus melanurus ingår i släktet Otheostethus och familjen långhorningar.
Artens utbredningsområde är:
- Costa Rica.
- Nicaragua.

Inga underarter finns listade i Catalogue of Life.